# Naturschutzgebiet Am Tierkoven

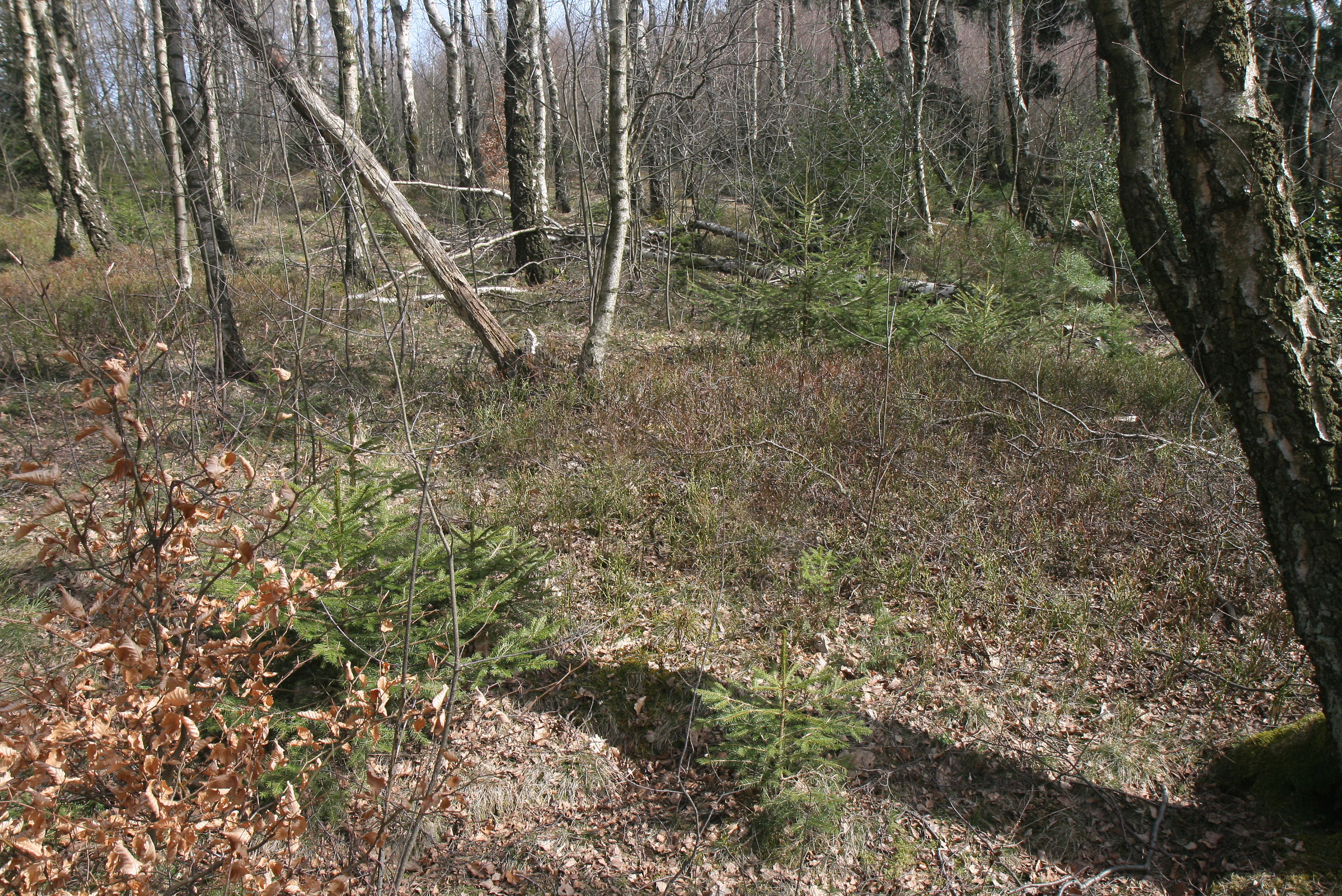
Birken, kleine Fichten und Wacholderheide im NSG

Das Naturschutzgebiet Am Tierkoven ist ein 6,3 ha großes Naturschutzgebiet (NSG) östlich von Deilinghofen im Stadtgebiet von Hemer im Märkischen Kreis in Nordrhein-Westfalen. Das NSG wurde 1988 und 2008 von der Bezirksregierung Arnsberg per Verordnung als NSG ausgewiesen. Das NSG liegt direkt am Dorfrand.

## Gebietsbeschreibung
Bei dem NSG handelt es sich um einen ehemaligen Niederwald, der später in Fichtenwald umgewandelt wurde. Der Fichtenbestand sollte nach Ausweisung wieder in Laubwald umgewandelt werden. Auch eine Wacholderheide befindet sich im NSG. Pingen und Halden im Gebiet sind Zeugnisse früherer bergbaulicher Tätigkeit.